# تپه قلعه گاویار علیا
تپه قلعه گاوبار علیا مربوط به عصر مس - عصر مفرغ - عصر آهن - سده‌های اولیه، میانه و متاخر دوران‌های تاریخی پس از اسلام است و در شهرستان ازنا، بخش جاپلق، دهستان جاپلق شرقی، چسبیده به ضلع شمال شرقی روستای گاوبار علیا واقع شده و این اثر در تاریخ ۷ اسفند ۱۳۸۶ با شمارهٔ ثبت ۲۱۳۵۰ به‌عنوان یکی از آثار ملی ایران به ثبت رسیده است.